# Али ибн Хусейн
Али́ ибн Хусе́йн аль-Ха́шими (араб. علي بن حسين الهاشمي‎;
1879, Мекка — 1935, Багдад) — шериф Мекки, 2-й король Хиджаза.

## Биография
Али был старшим сыном шерифа Мекки (с 1908 года) Хусейна от Абдии бинт Абдуллы. Закончил Галатасарайский лицей.
Во время Первой мировой войны Хусейн поддержал англичан, и после войны, когда на развалинах Османской империи стали образовываться арабские государства, сам Хусейн стал королём Хиджаза, а его сыновья Абдалла и Фейсал — Трансиордании и Сирии-Ирака. Старшего сына Али Хусейн планировал сделать наследником своих владений на Аравийском полуострове.
Претензии Хусейна на главенство над всеми арабами, а особенно то, что в марте 1924 года он провозгласил себя халифом исламского мира, привело к конфликту Хиджаза с Недждом. Война пошла неудачно для Хиджаза, и в октябре 1924 года Хусейн отрёкся от всех своих светских титулов в пользу Али.
Оставив в руках Ибн Сауда Мекку и Медину, Али отступил к Джидде, и оборонялся там около года. В октябре 1925 года Ибн Сауд заключил с британским представителем соглашение, по которому британское правительство в обмен на некоторые уступки фактически признало аннексию Хиджаза Недждом. 22 декабря 1925 года Джидда сдалась, а король Али покинул Хиджаз, уехав с семьёй в Ирак; местная знать ещё раньше присягнула Ибн Сауду.
Али ибн Хусейн умер в Багдаде в 1935 году.

## Семья и дети
В 1906 году Али женился на Нафиссе-ханум, дочери шерифа Мекки Абдуллы ибн Мухаммеда. У них родились сын и четыре дочери:
- Хадиджа Абдия (1907—1958)
- Алия (1911—1950), вышла замуж за короля Ирака Гази I
- Абд аль-Илах (1913—1958), регент Ирака
- Бадия (1920—2020), вышла замуж за шерифа Хусейна ибн Али
- Джалила (1923—1955), вышла замуж за шерифа Ахмада Хазима